# Gagrella cervina
Gagrella cervina is een hooiwagen uit de familie Sclerosomatidae.